# Burajka (Al-Kunajtira)
Burajka (arab. بريقة) – wieś w Syrii, w muhafazie Al-Kunajtira. W 2004 roku liczyła 371 mieszkańców.